# Majulah Singapura
Majulah Singapura è l'inno nazionale di Singapore. Il testo, in lingua malese, e la musica del brano sono di Zubir Said e sono stati scritti nel 1958. Il brano è stato adottato come inno nel 1965.

## Testo
Mari kita rakyat Singapura
sama-sama menuju bahagia;
Cita-cita kita yang mulia,
berjaya Singapura.
Marilah kita bersatu
dengan semangat yang baru;
Semua kita berseru,
Majulah Singapura,
Majulah Singapura!
Marilah kita bersatu
dengan semangat yang baru;
Semua kita berseru,
Majulah Singapura,
Majulah Singapura!

## Traduzione
Venite, compagni di Singapore
Cerchiamo di progredire verso la felicità insieme
Possa la nostra nobile aspirazione portare
Successo a Singapore
Venite, uniamoci
In uno spirito nuovo
Insieme proclamiamo
Avanti Singapore
Avanti Singapore
Venite, uniamoci
In uno spirito nuovo
Insieme proclamiamo
Avanti Singapore
Avanti Singapore